# Espinchal
 Espinchal  es una población y comuna francesa, situada en la región de Auvernia, departamento de Puy-de-Dôme, en el distrito de Issoire y cantón de Besse-et-Saint-Anastaise.

## Demografía
| 315 | 303 | 275 | 192 | 144 | 106 |
| Para los censos de 1962 a 1999 la población legal corresponde a la población sin duplicidades (Fuente: INSEE [Consultar]) |     |     |     |     |     |